# The Binding of Isaac
The Binding of Isaac (с англ. — «Жертвоприношение Исаака») — компьютерная игра в жанре action-adventure с элементами roguelike и шутера с видом сверху, разработанная Эдмундом Макмилленом и Флорианом Химслом. Игра, разработанная на платформе Adobe Flash, первоначально была выпущена для Windows в 2011 году через платформу цифровой дистрибуции Steam; позже The Binding of Isaac стала доступна на Linux и macOS. В 2014 году был выпущен ремейк игры — The Binding of Isaac: Rebirth — портированный на ряд платформ, включая игровые приставки.
Название игры и её сюжет отсылают к известному библейскому сюжету с тем же названием: главный герой, ребёнок по имени Исаак, прячется в подвале дома от матери, которой «голос Бога» повелел убить сына. Управляя Исааком или другим из шести персонажей на выбор, игрок должен пройти через несколько уровней подвала, состоящих из множества процедурно генерируемых комнат и населенных враждебными существами. Внутри комнат игровой процесс оформлен в виде шутера — персонаж должен, «стреляя» собственными слезами, поразить врагов, одновременно избегая столкновений с ними. Смерть в The Binding of Isaac является необратимой — если персонаж потеряет все свое здоровье, игрок будет вынужден начать игру с самого начала. По словам Макмиллена, игра затрагивает такие темы, как жестокое отношение к детям, половая идентичность, детоубийство, пренебрежение, самоубийство, аборт, а также как религия может навредить ребёнку — темы, которых обычно стараются избегать.
Хотя The Binding of Isaac была создана как экспериментальная игра в ходе Game Jam, она получила высокие оценки прессы и снискала немалый коммерческий успех: на 2014 год было продано более 3 миллионов копий игры. The Binding of Isaac также называли игрой, которая привлекла интерес как игроков, так и разработчиков к ранее нишевому жанру roguelike.

## Игровой процесс
The Binding of Isaac — 2D-RPG с видом сверху, игра, где игрок управляет Исааком или другими разблокированными персонажами, исследуя подвальные подземелья. Механика и внешнее оформление игры напоминает ранние игры серии The Legend of Zelda, но с добавлением элемента случайности, необратимой смерти и процедурно генерируемых уровней — механик, характерных для жанра roguelike. На каждом этаже подземелья игрок вынужден сражаться с монстрами в каждой комнате, чтобы продвигаться дальше. По пути он может собирать деньги, чтобы купить снаряжение в магазине, ключи, чтобы открывать сокровищницы, новое оружие и различные усиления, чтобы увеличить своё преимущество перед врагами. На каждом этаже подземелья присутствует босс, которого нужно убить для получения возможности переместиться на следующий уровень.

## Сюжет
Сюжет в The Binding of Isaac основан на одноимённой библейской истории. Маленький Исаак и его мать счастливо живут в маленьком домике на холме. Исаак рисует картинки и играет с игрушками, пока его мать смотрит христианские программы по телевизору. Мать Исаака неожиданно слышит «голос с небес», повествующий, что её сын осквернён грехами и должен быть спасён. Он просит женщину убрать всё зло от Исаака, чтобы его спасти. Мать повинуется и отбирает у сына все его игрушки, рисунки, игровую приставку, даже одежду, и судя по всему, делает ему обрезание.
Голос снова обращается к матери Исаака и говорит ей оборвать связь сына со злом мира сего. Она снова повинуется и запирает Исаака в его комнате. Но голос вновь к ней обратился. Он хвалит её за послушание, но он всё ещё не уверен в её преданности и требует принести Исаака в жертву. Она повинуется, хватает разделочный нож и направляется в комнату сына. Исаак, наблюдая за этим через трещину в двери, начинает паниковать. Он находит люк, спрятанный под ковром и сразу же в него прыгает, как раз в тот момент, когда мать открывает дверь.
На загрузочных экранах Исаак показан рыдающим в позе эмбриона. За его мыслями можно наблюдать. Они варьируются от отказа матери от сына и издевательств со стороны сверстников до сцены его собственной смерти. В игре 12 концовок.

## The Binding of Isaac: Wrath of the Lamb
Дополнение к игре, Wrath of the Lamb (с англ. — «Гнев Агнца»), было выпущено через Steam 28 мая 2012 года. DLC добавляет 70 % контента в оригинальную игру и содержит несколько новых боссов, более ста предметов, больше 40 разблокируемых вещей, две новые концовки и два дополнительных уровня. Это дополнение также добавило новые «альтернативные» этажи, которые могут заменить обычные Подвал, Пещеры, Глубины и Матку на Погреб, Катакомбы, Некрополис и Чрево. На таких этажах более сильные враги и другой набор боссов. Из остальных нововведений можно выделить новый тип предметов, брелоки, которые могут отвечать за пассивные или активные эффекты, когда находятся при игроке; а также новые типы комнат и возможность «Суперсекретной комнаты» появляться на всех этажах.

## Отмененный порт на Nintendo 3DS
Разработчики упомянули в Twitter, что игра будет портирована на Nintendo 3DS с помощью Nintendo eShop, и ждали подтверждения от Nintendo. Nintendo ранее отклонила игру из-за «сомнительного религиозного содержания». Такое решение побудило Эдмунда Макмиллена похвалить Steam за свободу, которую он предоставляет разработчикам вне зависимости от содержания игр (в сравнении с Nintendo), и несколько игровых сообществ отозвались о Nintendo резко негативно. Несмотря на это, ремейк игры — The Binding of Isaac: Rebirth — был выпущен на консоли New Nintendo 3DS.

## The Binding of Isaac: Rebirth
The Binding of Isaac: Rebirth — это ремейк игры, разработанный Макмилленом совместно с компанией Nicalis и выпущенный в 2014 году. Эта игра была портирована на множество платформ, включая Windows, macOS, Linux, PlayStation 4, PlayStation Vita, Xbox One, Wii U, New Nintendo 3DS, iOS и Nintendo Switch. Rebirth использует другой игровой движок и не связана ограничениями технологии Adobe Flash; сюжет и игровой процесс аналогичны The Binding of Isaac, однако в Rebirth появляются новые персонажи, уровни и предметы. В 2015, 2017, 2021 и 2024 году соответственно для игры были выпущены четыре загружаемых дополнения под названиями Afterbirth, Afterbirth+, Repentance и Repentance+.

## Оценки
| Сводный рейтинг    | Сводный рейтинг |
| Агрегатор          | Оценка          |
| ------------------ | --------------- |
| GameRankings       | 84,23 %         |
| Metacritic         | 84/100          |
| Иноязычные издания |                 |
| Издание            | Оценка          |
| Eurogamer          | 9/10            |
| Game Informer      | 8/10            |
| GameSpy            | [ 15 ]          |
| IGN                | 7,5/10          |

The Binding of Isaac получила в основном положительные отзывы от игровых критиков. На GameRankings игра получила общую оценку в 84,23 %, основанную на 22 обзорах. На Metacritic игра получила 84 балла из 100, следуя из 30 отзывов.
В Германии игра получила возрастное ограничение в 16+ из-за потенциально богохульного содержания.
По результатам, приведённым на апрель 2013 года, игра продалась в количестве более двух миллионов копий.
Летом 2018 года, благодаря уязвимости в защите Steam Web API, стало известно, что точное количество пользователей сервиса Steam, которые играли в игру хотя бы один раз, составляет 7 172 818 человек.